# Smetiščni muc
Smetiščni muc je naslovni lik kratke sodobne pravljice, ki jo je napisala Svetlana Makarovič. Pravljica je nastala v obdobju sodobne mladinske književnosti, uvrščamo pa jo v književno zvrst epike ali proze.

## Kratek povzetek pravljice
Pravljica govori o sivem mucu, Smetiščnem mucu. Ta se potepa naokoli in si išče hrano. Ukraden zrezek ga nasiti in utrudi. Prične prepevati in tako kmalu privabi siamskega mačka iz sosednje hiše. Med njima steče pogovor o njunem življenju. Siamski muc mu pove, kako je njemu lepo, ker ima gospodarja, ki skrbi zanj. Gospodar ga okopa, mu osuši dlako, ga hrani s primerno hrano. Ne more se načuditi, kako je smetiščemu mucu tako lepo, ker nima nikogar, da bi skrbel zanj. A smetiščnemu mucu, ni do gospodarja in pretiranega oskrbovanja. Zna se namreč sam znajti in si priskrbeti vse kar potrebuje, poleg tega pa ima največ, kar si želi - svojo svobodo.

## Interpretacija literarnega lika
Glavni literarni lik v kratki sodobni pravljici je poosebljen Smetiščni muc. Ima človeške lastnosti, saj govori in čuti. Že samo ime pove, da je muc zapuščen in živi na smetišču oz. se potika naokoli. Prav zato ga lahko označimo kot izstopajočega posameznika, saj njegovo ravnanje ni v skaldu z določenimi pravili in normami. Za mucke namreč velja, da živijo pri svojih gospodarjih, le ti pa skrbijo zanje. Taki mucki so prepuščeni njihovemu nadzoru in oskrbovanju. Smetiščni muc pa živi sam, prav nihče ne skrbi zanj. Okolica mu večkrat ni naklonjena, saj ga nemalokrat spodijo in preženejo z vrči vode. Vendar se Smetiščni muc za to ne zmeni, saj uživa v svoji svobodi. Tako je poln vragolij, potepa se naokoli, skače sem ter tja. Vesel je ko si najde kakšen priboljšek potem pa veselo zapoje.

## Značilnosti kratke sodobne pravljice
Glavni literarni lik v pravljici, Smetiščni muc, zavzema današnji čas in prostor (ne pa bilo je nekoč za devetimi gorami in devetimi vodami...). Smetiščni muc je žival s človeškimi lastnostmi, saj govori in ima čustva. Naslovnik je dvojen, saj je pravljica namenjena otrokom in odraslim.

## Zaključek
Avtorica s kratko sodobno pravljico Smetiščni muc ne želi otrok vzgajati, poučevati ali jim podajati moralne nauke. Postavi se na stran otrok in z empatijo osvetljuje njihov način doživljanja sveta. Zbliževanje z otroštvom avtorica dosega tako, da v središče svojih sodobnih pravljic postavlja neomejeno otroško radovednost in neproblematično uporništvo.

## Izdaje pravljice Smetiščni muc
Pravljica ni bila izdana kot samostojna knjiga ali slikanica, pač pa je bil aobjavljena v nekaterih knjižnih zbirkah pravljic, kot npr.:
- Pravljice iz mačje preje, založba Borec, 1980
- Mačja preja, založba Mladika, 1992
- Smetiščni muc in druge zgodbe, založba Mladinska knjiga, 1998